# Philippe Brun
Philippe Brun (29 de abril de 1908 en París - † 14 de enero de 1994) fue un trompetista francés y director de orquesta de swing jazz. Fue el primer trompetista de jazz destacado de Francia.

## Biografía
Brun inicialmente estudió violín y fue autodidacta con la trompeta. En 1928 tocó con Ray Starita en Londres, donde también fue miembro de la banda de Jack Hylton (1930). Según Boris Vian, que lo presentó en un artículo de radio,  fue considerado el primer trompetista de moda de París. Las primeras grabaciones se realizaron en 1929. Él tocó en la orquesta Grégor et ses Grégoriens. Su forma de tocar recordaba a Bix Beiderbecke ("Doin' the Racoon"). Luego pasó a ser miembro de la orquesta de Ray Ventura, apareciendo como solista en títulos como "After You've Gone" y "Melody in Brown". Durante este tiempo grabó con Ventura y también bajo su propio nombre para el sello Swing. También formó una gran orquesta, que incluía a: Django Reinhardt y Stéphane Grappelli al piano ("Riding Along the Moskowia") y grabó unos 78 para el sello Swing.
El 14 de diciembre de 1937, Brun trabajó en los títulos de Reinhardt "Bolero" y "Mabel", el 21 de diciembre. sobre el título "Blues". Uno de sus discos más conocidos -junto con "When You're Smiling"- fue "It Had to Be You", realizado el 28 de diciembre de 1937 con Alix Combelle, Django Reinhardt, Michel Warlop, Grappelli y Louis Vola. Brun también trabajó con Danny Polo y Bert Ambrose. Durante la ocupación alemana de Francia en la Segunda Guerra Mundial (1941-1944), Brun huyó a Suiza, donde tocó con Glyn Paque, André Ekyan, Teddy Stauffer, Ernst Höllerhagen y Eddie Brunner, entre otros. Sin embargo, como líder de banda, grabó para los sellos Pathe, Swing y Elite Special entre 1937 y 1944. En los años de la posguerra dirigió sus propias formaciones, sin embargo, sólo se realizaron unas pocas grabaciones bajo su propio nombre. En 1954 sólo grabó tres canciones. En años posteriores abandonó el jazz y tocó música ligera comercial.

## Discografía
- Philippe Brun y su banda: Le Jazz en France, Vol. 11 – Philippe Brun 1930–1938

## Literatura
- Catálogo Bielefeld Jazz, 1988/2001.
- Boris Vian: Orgullo y prejuicio. Escritos, glosas y reseñas sobre jazz . Viena, Aníbal, 1990.

## Enlaces web
- [Philippe Brun en AllMusic Biografía de Philippe Brun] en All Music Guide

- Datos: Q2087551